# 武元庆
武元庆（?—?），武则天的大哥，武三思的父亲。唐朝官员。
武士彠娶相氏，生武元庆、武元爽。又娶杨氏，就是武则天的母亲。武士彠在贞观九年（635年）死后，侄子武惟良、武弘度及武元爽等对待杨氏失礼。永徽六年（655年），武则天被立为皇后，加赠武士彠为太尉，杨氏为荣国夫人。当时武元庆仕为宗正少卿，武元爽为少府少监，武惟良为卫尉少卿。荣国夫人让皇后把武元庆等都调出为外职，于是武元庆为龙州刺史，武元爽为濠州刺史，武惟良为始州刺史。武元庆至龙州病卒，其子申王武审思、襄王（或作蔡王）武再思、武三思。690年，武则天建立武周后，追封武元庆为梁宪王，武元爽为魏德王。